# نورمن ارمیتاژ
نورمن ارمیتاژ (انگلیسی: Norman C. Armitage؛ ۱ ژانویه ۱۹۰۷ – ۱۴ مارس ۱۹۷۲) ورزشکار شمشیربازی اهل ایالات متحده آمریکا بود.
وی در مسابقات کشوری و بین‌المللی در مجموع برندهٔ ۱ مدال برنز شده‌است.